# Muhàmmad I
|  | Per a altres significats, vegeu «Muhàmmad I al-Ghàlib». |

Muhàmmad I o Muhàmmad ibn Abd-ar-Rahman (àrab: محمد بن عبد الرحمن الأوسط, Muḥammad ibn ʿAbd ar-Raḥmān; Còrdova, 823 - 886) fou el cinquè emir de Qúrtuba (852-886), fill i successor d'Abd-ar-Rahman II, ambdós de la dinastia omeia. Fou fundador de la ciutat de Madrid i va dirigir, com els seus antecessors ràtzies contra els seus veïns del nord.
Enfront la minoria àrab que controlava al-Àndalus es va formar una coalició de muladís, mossàrabs i amazics a Tulaytula que amb la mort de l'emir Abd-ar-Rahman II es van revoltar, atacant i prenent el castell de Qàlat Rabah. Capturat Hàrith ibn Bazí, el governador de la ciutat, es va canviar pels ostatges toledans que hi havia a Còrdova des de la revolta de 835 dirigida per Hixam al-Atikí. La primavera del 853 al-Hàkam, germà de Muhàmmad I, va recuperar el castell de Calatrava. Però a l'estiu les tropes cordoveses de Qàssim ibn al-Abbàs i Tammar ibn Abi al-Attaf van ser sorpresos pels rebels toledans a la batalla del Jándula patint nombroses baixes i saquejant el seu campament. Els revoltats van demanar ajut a Ordoni I d'Astúries, que va enviar al seu germà Gató d'Astúries amb una nombrosa host. L'emir es va alertar i es va posar al capdavant d'un exèrcit disposat a sufocar la revolta, derrotant-los a la batalla de Guazalete. El 856, Muhàmmad I va enviar al príncep al-Múndhir a assetjar Tulàytula, sense aconseguir cap èxit. Els rebels fins i tot van burlar el setge i van atacar Talavera el 857, que el governador al-Masu ibn Abd-Al·lah al-Arif va saber contenir. La revolta va finalitzar quan l'emir va reconèixer la seva impotència en 859 i els va concedir l'amnistia.